# 最终幻想：无限
《最终幻想：无限》，中國大陸譯作「最終幻想:無限」,香港譯作「疾風境界」,台灣譯作「終極幻想世界」（英語：Final Fantasy: Unlimited）是GONZO製作的動畫系列作品，於2001年10月2日－2002年3月26日在日本東京電視網（TXN）播放，其後在香港無電視播放，全25話。台灣除了八大綜合台每星期六晚上播映之外(日期不詳)、Animax自2007年11月12日起，星期一至五21:00播出。

## 作品概要
這個作品是根據史克威爾（今史克威爾艾尼克斯）發售的遊戲《最终幻想系列》製作的動畫，但和《最终幻想系列》的其他作品沒有任何關係。

## 故事簡介
住在新潟縣佐渡島冷清漁村的"小愛"和"小優"是一對雙胞胎姐弟，他們的父母都是著名物理學家早川博士夫婦。他們知道在特定的時間黑暗之柱便會出現，於是著手調查，其後失去消息。小愛和小優為了尋找失蹤的雙親，乘坐黑暗之柱內的地鐵往異世界，在旅程中認識會使用氣現術的"麗莎"及手持魔槍的"風"，展開一幕幕不尋常的故事......

## 登場人物
黑木風（聲：神奈延年／台灣：官志宏／香港：雷霆）
香港動畫中呼稱「黑色的風」，在一場戰爭中被宿敵「白井雲」打敗，並因此沉睡了十二年，後被為了在異界找尋失蹤父母的小優等人喚醒。性格沉默寡言，智勇雙全，冷酷無情，臨危不亂，是個完全不會表露自己的人。視右手武器—魔槍為生命，靜止狀態下魔槍是一個完全覆蓋在右手到右前臂的圓筒金屬，在特定條件允許下才會化為魔槍，槍內存在一個"黑色的心臟"，其腰間的土壤子彈插進魔槍的三個孔後可發射出該組合的召喚獸擊退敵人，而左手仍有一把紅色的槍用作普通攻擊之用。 最終將自己化為土壤子彈被麗莎開槍召喚砲擊獸之後，與被白井雲附身的伯爵同歸於盡｡
土壤子彈:所使用的素材為有機生命體轉化產生，每一個生命都有著自己的顏色，風本身的顏色是"無盡的白色"。
麗莎（聲：冰上恭子／台灣：王瑞芹／香港：劉惠雲）
接到任務要跟小優小愛合作，到異界尋找小優和小愛的父母—早川博士。兒時接受母親的訓練，學會氣現術，後又學會不比「召喚獸」遜色的「氣現獸」，作為保護小優和小愛的能力，性格溫柔文靜，責任心強。
早川優（聲：今井由香／台灣：馮美麗／香港：陳凱婷）
跟雙胞胎姐姐「早川愛」在凌晨十三分十三秒坐地下鐵到異界尋找失蹤的父母，途中遇到麗莎，共結伴上路。頭上的羽毛是陸行鳥婆婆送的，可以聽得懂「陸行鳥」的語言。希望可以擁有力量保護姐姐和麗莎，不用風的幫忙，弱小的他仍想變強，性格溫文柔弱，與剛強的姐姐不同，真正的身份是渾沌之子。
早川愛（聲：桃井晴子／台灣：陶敏嫻／香港：鄭麗麗）
跟雙胞胎弟弟早川優一起到異界尋找失蹤的父母。一次機緣巧合下遇到引導者「法布拉」，共贈予「小袋子」。於第19話跟「清除者」（clear）相識，共建立了友誼。性格剛強巴辣，任性魯莽，完全沒有女孩子應該有的溫柔，跟麗莎完全相反。真正身份是渾沌的女兒。
白井雲（聲：石田彰／台灣：劉傑／香港：梁偉德）
香港動畫中呼稱「白色的雲」，「風」的宿敵。故鄉被渾沌所消滅，為了報復而接近控制渾沌的「伯爵」，成為其五虎將之一，等待報仇的機會。他的哥哥—霧也是因為保衛故鄉而陣亡。使用魔劍，腰間的瓶子經魔劍斬破轉化為召喚獸擊退對手，並用可發出「一刀術」，所以有「魔劍士」之稱。最終以自身靈魂使出「白銀交響樂」附身於伯爵後，與黑木風同歸於盡｡
瓶子:所使用的素材是靈魂，所使用的靈魂份量未必是100%，在魔劍斬破瓶子後會進行會催化作用使素材的本體生命也會被轉化。
露（聲：KAORI／香港：陸惠玲）
故鄉被「奧米加」所滅，生存的只有她一人而在異界流浪。因為「風」一次誤打誤撞救了她，進而喜歡上他。只要一看到自己的眼睛就能變成狼女攻擊。性格愛撒嬌，會為所愛而放棄一切。 最終死後化為土壤子彈召喚砲擊獸｡
西德（聲：關俊彥／台灣：劉傑／香港：馮錦堂）
在異界跟小優等人認識。擅長機器的所有知識，地下鐵、幸福鳥的頜帶、潛水艇都是他的作品。於第17話被下了魔咒，變成了青蛙，後以「美莉斯之吻」復原，所有他製造出來的機器都改成女孩子的名字。

「清除者」（clear）（聲：香港：陳卓智→鄺樹培）
「清除者」是「奧米加」的核心，在伯爵最後計劃下利用早川博士夫婦研究的設備去除其人類外表，與渾沌融合
伯爵（聲：香港：黃鳳英）
異界的支配者。外貌是眼神呆板的小孩子，對人的價值觀有著不同的看法，派出地鐵到黑暗之柱車站引誘小愛和小優進入異界，其真正身份為異界內現時的渾沌本體的意志，似乎沒有過去的渾沌記憶。最終被白井雲以「白銀交響樂」後,與黑木風同歸於盡｡
奧斯卡（聲：香港：陳欣）
伯爵的參謀，是他發現渾沌內存在有異常生命體(小優和小愛)，並提出將年幼小優和小愛送往喜歡研究異界的物理學家早川博士夫婦寄養，也是提議派出地鐵到黑暗之柱車站引誘小愛和小優進入異界的主謀，放出「奧米加」本體促進現時渾沌本體成長是他首要工作，唯一知道異界過去的渾沌與現時的渾沌出現情況相同事件的人，最後大戰中墜入深淵生死未卜。

## 主題曲
片頭曲
「Over the FANTASY」（主唱：植田佳奈，作詞：海老根祐子，作曲：植松伸夫，編曲：安藤高弘）
片尾曲
第一片尾曲：「VIVID」（主唱：FAIRY FORE，作詞、作曲：現王園崇，編曲：FAIRY FORE & 明石昌夫）
第二片尾曲：「Romancing Train」（主唱：move，作詞：motsu，作曲・編曲：木村貴志）

## 各集副標題
| 集數  | 副標題 |
| ----- | ------ |
| 第1集 | 異界   |
| 第2集 | 魔槍   |
| 第3集 | 果實   |
| 第4集 | 魔劍士 |
| 第5集 | 西德   |

| 集數   | 副標題 |
| ------ | ------ |
| 第6集  | 氣現術 |
| 第7集  | 地下鐵 |
| 第8集  | 大地   |
| 第9集  | 奧斯卡 |
| 第10集 | 大宅院 |

| 集數   | 副標題 |
| ------ | ------ |
| 第11集 | 頁岩   |
| 第12集 | 芬葛斯 |
| 第13集 | 隕石   |
| 第14集 | 亞米加 |
| 第15集 | 珍     |

| 集數   | 副標題 |
| ------ | ------ |
| 第16集 | 氣現獸 |
| 第17集 | 青蛙   |
| 第18集 | 魔道士 |
| 第19集 | 小愛   |
| 第20集 | 小優   |

| 集數   | 副標題 |
| ------ | ------ |
| 第21集 | 仙人掌 |
| 第22集 | 摩古利 |
| 第23集 | 提洛斯 |
| 第24集 | 混沌   |
| 第25集 | 風     |

## 播放電視臺
| 日本 東京電視台 週二 18:30 - 19:00節目 | 日本 東京電視台 週二 18:30 - 19:00節目           | 日本 東京電視台 週二 18:30 - 19:00節目 |
| -------------------------------------- | ------------------------------------------------ | -------------------------------------- |
|                                        | 最終幻想：無限 （2001年10月2日 - 2002年3月26日） |                                        |
| 光劍星傳EX                             | 東京地底奇兵                                     |                                        |

| 台灣 Animax 星期一至五21:00-21:30節目 | 台灣 Animax 星期一至五21:00-21:30節目            | 台灣 Animax 星期一至五21:00-21:30節目 |
| ------------------------------------- | ------------------------------------------------ | ------------------------------------- |
|                                       | 太空戰士：疾風境界 （2007年11月12日 - 12月14日） |                                       |
| .hack//Roots（駭客//根源）            | 槍與劍                                           |                                       |
| 台灣 Animax 星期六 14:00-16:00 節目   |                                                  |                                       |
| .hack//Roots（駭客//根源） 重播       | 太空戰士：疾風境界 （2008年3月1日－4月12日）     | 蜂蜜幸運草 II 重播                    |